# Варданян, Микаел Грантович
Микае́л Гра́нтович Варданя́н (арм. Միքայել Հրանտի Վարդանյան, род. 11 июня 1973, Ереван) — армянский предприниматель, меценат, владелец и руководитель «Гранд Холдинга», старший сын Гранта Варданяна.
Президент Армянской национальной федерации по сквошу.

## Биография
Микаел Грантович Варданян родился 11 июня 1973 года в Ереване, в семье Гранта Варданяна и Зины Мурузян. В 1990 году окончил среднюю школу № 132. 
В 1990-1995 годах учился в Ереванском Политехническом Институте по специальности «инженер-механик». В 1992-1995 годах работал в ОАО «Гранд Клуб», а в 2002-2003 годах был исполнительным директором ООО «Интернешнл Масис Табак» СП.
В 2003 году был избран депутатом третьего созыва Национального собрания Армении по пропорциональной избирательной системе (по партийным спискам) в избирательном округе № 113. Беспартийный, входил во фракцию «Дашнакцутюн». Являлся членом постоянной комиссии по финансово-кредитным, бюджетным и экономическим вопросам. Избран в состав четвёртого созыва парламента Армении (2007—2012) от избирательного округа № 40. Во фракции не входил. Являлся членом постоянных комиссий по финансово-кредитным и бюджетным вопросам, по экономическим вопросам. После сложения депутатского мандата в политической деятельности не участвует . 

## Деятеьность
Микаел и Карен Варданяны с 2012 года руководят «Гранд Холдингом», основанного Грантом Варданяном . 
С 2007 года «Гранд Холдинг» является первым налогоплательщиком, экспортером и работодателем в сфере производства РА . 
За значимую государственную и общественную деятельность 14 сентября 2011 года Микаел Варданян был награжден Медалью Мхитара Гоша.
Принимая во внимание значительный вклад в развитие общины Масис Микаелу Варданяну присвоено звание «Почетный гражданин общины Масис» .

## Благотворительность
Микаел Варданян также реализует масштабные благотворительные проекты. Меценат помогает людям с инвалидностью , многодетным матерям и матерям-одиночкам , семьям погибших военнослужащих , спецшколам  , государственным медицинским учреждениям  , малоимущим сельским семьям предоставляет сельскохозяйственную технику и т.д. 
В рамках благотворительных программ, при финансировании Микаела Варданяна, в приграничных общинах Тавушской области были реализованы различные масштабные проекты по улучшению инфраструктуры общин .
Микаел Варданян совместно с братом Кареном Варданяном, в 2015 году завершили строительство церкви Святого Фаддея в городе Масис, предпринятое и финансированное их отцом Грантом Варданяном , Собора Покрова Святой Божьей Матери в Степанакерте, начатые отцом — Г. Варданяном. Предоставил беспроцентный кредит сотрудникам «Гранд Холдинга» в жилой новостройке, по себестоимости строительства.
По инициативе и на финанcовые средства Микаела и Карена Варданянов, в 2019 году построен парк 2800-летия Еревана. Помимо строительства парка, благотворительный фонд «Семья Варданян», начиная с 2019 года, в течение последующих 99 лет за счет собственных средств будет также обеспечивать полный уход и содержание парка. 

## Личная жизнь
Женат, имеет троих детей. Живет в городе Ереван. Занимается любимыми видами спорта - сквошем и баскетболом.